# ترات (گیاه)
ترات (نام علمی: Haloxylon salicornicum) نام یک گونه از سرده تاغ است.